# Olivier Truc
Olivier Truc (Dax, 22 novembre 1964) è un giornalista e scrittore francese.

## Biografia
Dopo essere diventato giornalista si trasferisce nel 1994 a Stoccolma dove lavora come corrispondente per testate come Le Monde e Le Point. Collabora anche alla realizzazione di alcuni documentari televisivi come "Les Bâtards du Reich", (per la catena Arte), "La Dernière Plongée", (assieme a Frédéric Vassort), "Police des rennes", entrambi per l'emittente France 5.
Nel 2006 pubblica L'Imposteur, biografia romanzata di un francese scampato dai Goulag.
Raggiunge il grande successo con il suo secondo libro L'ultimo lappone ("Le dernier lapon") che racconta le avventure di un poliziotto sami nella Lapponia norvegese, che gli permettono di vincere il Premio Michel Lebrun, il Quai du polar e il Prix Mystère de la critique nel 2013.
A questo romanzo viene dato nel 2014 un seguito con Lo stretto del lupo ("Le détroit du loup"), nel 2016 La montagna rossa ("La montagne rouge") e nel 2021 I cani del Pasvik ("Les chiens de Pasvik") editi in Italia dalla Marsilio.

## Opere
- L'imposteur, 2006
- Le dernier Lapon, 2012; (IT)  L'ultimo lappone, Marsilio Editori, Venezia, 2013 (traduzione di Raffaella Fontana) - ISBN 978-88-317-1610-9.
- Le détroit du loup, 2014; (IT)  Lo stretto del lupo, Marsilio Editori, Venezia, 2015 (traduzione di Raffaella Fontana) - ISBN 978-88-317-2063-2.
- La montagne rouge, 2016; (IT)  La montagna rossa, Marsilio Editori, Venezia, 2018 (traduzione di Raffaella Fontana) - ISBN 978-88-317-2853-9.
- Les chiens de Pasvik, 2021, (IT) I cani del Pasvik, Marsilio Editori, Venezia, 2023 (traduzione di Silvia Manzio) - ISBN 978-88-297-1919-8.